# D. C. Fontana
Pour les articles homonymes, voir Fontana.
Dorothy Catherine Fontana, dite D. C. Fontana, née le 25 mars 1939 à Sussex dans le New Jersey et morte le 2 décembre 2019 à Los Angeles , est une scénariste américaine connue principalement pour ses travaux sur la série Star Trek et sur de nombreuses séries de western et de science-fiction des années 1960 jusqu'aux années 2000.

## Biographie

### Débuts
Dorothy Catherine Fontana est née à Sussex dans le New Jersey avant de passer son enfance à Totowa dans le New Jersey. À onze ans, elle déclare déjà vouloir devenir écrivain. En 1957, elle sort du Passaic Valley Regional High School. Après être sortie de l'université Fairleigh-Dickinson, elle emménage à New York afin de devenir secrétaire chez Screen Gems.
Déménageant à Los Angeles pour travailler chez Universal Television Group, elle devient la secrétaire de l'écrivain Samuel A. Peeples. À l'époque, il travaille sur la série de western Overland Trail mais celle-ci est déprogrammée et Peeples met à l'antenne une autre série de western The Tall Man. C'est pour cette série que Fontana écrit son premier scénario, nommé "A Bounty for Billy." Créditée sous le nom de Dorothy C. Fontana, elle n'a alors que vingt et un ans.
Dorothy Fontana continue ensuite à travailler avec Peeples, écrivant des scénarios de western pour les séries Frontier Circus et Shotgun Slade. L'un de ses scénarios est grandement réécrit, la pluie provoquant l'annulation de toutes les scènes d'extérieur. Après le départ de Peeples, Dorothy Fontana reste dans l'équipe d'écriture de la compagnie.

### The LieutenantetStar Trek
Répondant à une annonce, elle continue de travailler comme secrétaire pour le producteur Del Reisman, qui dirige une série militaire nommée The Lieutenant. À cette époque, elle décide de prendre le pseudonyme de D.C. Fontana, afin d'éviter d'être freinée dans sa carrière par son appartenance au sexe féminin. The Lieutenant est créé par Gene Roddenberry et celui-ci embauche Dorothy Fontana lorsque sa secrétaire tombe malade. Celui-ci va l'encourager dans sa volonté de devenir scénariste. En 1964, elle publie un premier roman, un western nommé Brazos River, coécrit avec Harry Sanford.
Après l'annulation au bout d'une saison de The Lieutenant, Roddenberry se tourne vers son nouveau projet, Star Trek. Bien que peu intéressée par la science-fiction, Fontana travaille sur le développement du projet sur les encouragements du producteur Robert H. Justman. Roddenberry lui fait travailler sur le scénario d'un épisode nommé "The Day Charlie Became God" qui deviendra Charlie X. Bien que l'épisode ait été réécrit et que Roddenberry en soit crédité comme l'auteur, l'épisode, diffusé en tant que deuxième de la série, pousse Dorothy Fontana à continuer. Le prochain épisode qu'elle écrit, Demain sera hier, est quant à lui basé sur une de ses idées. À l'époque, Steve Carabatsos et John D.F. Black sont successivement story editor de la série, un travail consistant à superviser les épisodes d'une série afin qu'ils soient cohérents entre eux. Ceux-ci quittent la série au cours de la saison un et après sa réécriture du scénario de l'épisode Un coin de paradis, Roddenberry offre à Fontana le poste de story editor. Celle-ci le prend, n'étant à l'époque que payée en tant que secrétaire de Roddenberry.
Au sein de la série, elle sera à l'origine des épisodes Un tour à Babel et Un enfant doit mourir. Elle a procédé à la réécriture intégrale de l'épisode Unité multitronique. Elle participera aussi à la réécriture de l'épisode Contretemps avec Roddenberry, Gene L. Coon et Carabatsos, ce qui fut à l'origine d'un conflit avec l'écrivain Harlan Ellison. Elle reste au poste de story editor jusqu'à la fin de la saison 2 avant de devenir scénariste en indépendant, travaillant sur la réécriture de certains épisodes de la saison 3 comme Le Traître, Les Survivants ou Le Chemin d'Eden. Toutefois, elle est en désaccord avec le story editor de la nouvelle saison, estimant qu'il ne comprend pas vraiment l'essence des personnages.
En 1969, "Two Percent of Nothing", un de ses épisodes pour la série Then Came Bronson est nommé pour un Writers Guild of America Award.

### Années 1970
Elle retravaille avec Roddenberry au début de l'année 1970 sur son nouveau projet de série nommée The Questor Tapes qui ne deviendra qu'un téléfilm (elle en rédigera toutefois la novélisation) ainsi que sur Genesis II qui, prévu pour être une série, ne deviendra qu'un film. Finalement, elle devient story editor et productrice associée sur Star Trek - La série animée tandis que Roddenberry n'y a qu'un post de consultant. La série obtiendra en 1975 le Daytime Emmy Award for Outstanding Children's Series.
Immédiatement après, elle devient story editor sur la série Le Voyage extraordinaire qui sera annulée au bout d'un an. Toutefois, cela lui permettra de travailler avec Leonard Katzman et de concevoir des scripts pour L'Âge de cristal puis d'autres séries de science fiction comme L'Homme qui valait trois milliards ou Buck Rogers. Elle écrit aussi avec son frère des épisodes pour des séries comme La Famille des collines, Les Rues de San Francisco ou Dallas

### Star Trek: La nouvelle génération
Lors du lancement de la série dérivée de Star Trek, Star Trek : La Nouvelle Génération, Roddenberry engage Fontana afin qu'elle fasse partie de la production. Elle travaille alors sur le premier épisode Rendez-vous à Farpoint et si Roddenberry lui propose le poste de story editor, celle-ci souhaite être engagée comme productrice associée sur la série. Toutefois celui-ci fut réécrit pour inclure le personnage de Q. Fontana écrit aussi le troisième épisode de la série, L'Enterprise en folie sous le pseudonyme de J Michael Bingham.
Toutefois, une dispute entre Roddenberry et Fontana concernant son statut de productrice amène des ressentiments et celle-ci quittera la série après la saison 1. Elle avait auparavant écrit un épisode où Leonard Nimoy reprenait son rôle de Spock mais celui-ci avait été rejeté par Roddenberry. Celui-ci n'apparaîtra pas avant la saison 5. Sa relation avec Roddenberry deviendra tellement tendue qu'elle commençait à enregistrer leurs conversations à des fins de preuve. Après son départ, elle posera une plainte à la Writers Guild of America pour un travail de story editor non payé. Le conflit fut réglé à l'amiable par Paramount Television.

### Derniers travaux
Bien qu'ayant quitté l'équipe de production de Star Trek, elle est approchée par l'éditeur de Pocket Books, Dave Stern pour écrire un roman racontant la première mission de Spock sur l'Enterprise sous le commandement du capitaine Christopher Pike. Son roman, Vulcan's Glory incluait aussi les premières missions de Scotty et le personnage de Numéro un. Elle reviendra sur l'univers de Star Trek avec Dax, un épisode de la série Star Trek: Deep Space Nine. Le producteur Peter Allan Fields la voulait sur ce projet car il aimait son travail sur L'Homme qui valait trois milliards et la considérait comme une scénariste de talent.
Elle écrira aussi des épisodes de la première saison de la série de science fiction Babylon 5 et continuera à écrire des comic-books dérivés de l'univers Star Trek ainsi que des scénarios pour les jeux vidéo Star Trek: Secret of Vulcan Fury Star Trek: Legacy et Star Trek: Tactical Assault. Elle collabore aussi avec un projet de série de fans nommé Star Trek: New Voyages.

## Héritage
Selon Leonard Nimoy, son travail est à la base de la culture des Vulcains notamment en inventant le personnage de Sarek, le père de Spock. Nimoy dira beaucoup apprécier les épisodes qu'elle a écrits et son travail sur la série.

## Récompenses
Dorothy Fontana a reçu le Morgan Cox Award en 2002 par la Writers Guild of America et est nommée par deux fois sur le Hall of Fame de l'American Screenwriters Association.

## Filmographie

### comme scénariste
| Année   | Série                              | Poste                                                    |
| ------- | ---------------------------------- | -------------------------------------------------------- |
| 1960    | The Tall Man                       | scénariste; deux épisodes Comme Dorothy C. Fontana       |
| 1961    | Frontier Circus                    | scénariste, un épisode Comme Dorothy C. Fontana          |
| 1961    | Shotgun Slade                      | scénariste, un épisode Comme Dorothy C. Fontana          |
| 1965    | Ben Casey                          | scénariste, un épisode                                   |
| 1966–68 | Star Trek                          | scénariste, dix épisodes Story editor (saison 1 et 2)    |
| 1967    | The Road West                      | scénariste, un épisode                                   |
| 1968–69 | La Grande Vallée                   | scénariste, deux épisodes                                |
| 1968–69 | Ranch L                            | scénariste, deux épisodes                                |
| 1968–69 | Le Grand Chaparral                 | scénariste, deux épisodes                                |
| 1969    | Then Came Bronson                  | scénariste, un épisode                                   |
| 1969–70 | Bonanza                            | scénariste, deux épisodes                                |
| 1970    | Here Comes the Brides              | scénariste, un épisode                                   |
| 1972–73 | Ghost Story                        | scénariste, deux épisodes                                |
| 1973    | Star Trek - La série animée        | scénariste, un épisode Productrice associée Story editor |
| 1973–75 | Les Rues de San Francisco          | scénariste, quatre épisodes Comme Dorothy C. Fontana     |
| 1974    | L'Homme qui valait trois milliards | scénariste, deux épisodes                                |
| 1974    | Land of the Lost                   | scénariste, un épisode                                   |
| 1975    | Kung Fu                            | scénariste, un épisode                                   |
| 1976    | Bert D'Angelo/Superstar]           | scénariste, un épisode                                   |
| 1977    | Le Voyage extraordinaire           | scénariste, un épisode Story editor                      |
| 1977–79 | L'Âge de cristal                   | scénariste, trois épisodes Story editor                  |
| 1978–79 | La Famille des collines            | scénariste, trois épisodes                               |
| 1978–79 | Dallas                             | scénariste, deux épisodes                                |
| 1979    | Buck Rogers                        | scénariste, un épisode                                   |
| 1985    | Les Maîtres de l'Univers           | scénariste, un épisode                                   |
| 1986–87 | Star Trek : La Nouvelle Génération | scénariste, 5 épisodes Productrice associée Story editor |
| 1989    | War of the Worlds                  | scénariste, un épisode                                   |
| 1992    | La Légende de Prince Vaillant      | scénariste, un épisode                                   |
| 1993    | Star Trek: Deep Space Nine         | scénariste, un épisode                                   |
| 1994    | Babylon 5                          | scénariste, trois épisodes                               |
| 1996    | Hypernauts                         | scénariste, un épisode                                   |
| 1997    | Les Singes de l'espace             | scénariste, deux épisodes                                |
| 1997    | ReBoot                             | scénariste, un épisode                                   |
| 1997    | Invasion planète Terre             | scénariste, un épisode                                   |
| 1998    | Silver Surfer                      | scénariste, un épisode                                   |
| 1999    | Animutants                         | scénariste, un épisode                                   |
| 2006    | Star Trek: New Voyages             | scénariste, un épisode                                   |

#### En anglais américain
- David Alexander, Star Trek Creator : The Authorized Biography of Gene Roddenberry, New York, Roc, 1995, 672 p. (ISBN 0-451-45440-5)
- Jeff Ayers, Voyages of Imagination, New York, Pocket Books, 2006, 800 p. (ISBN 978-1-4165-0349-1)
- Paula M. Block et Terry J. Erdmann, Star Trek : The Original Series 365, New York, Abrams, 2010, 380 p. (ISBN 978-0-8109-9172-9)
- Marc Cushman et Susan Osborn, These are the Voyages : TOS, Season One, San Diego, CA, Jacobs Brown Press, 2013 (ISBN 978-0-9892381-1-3)
- Terry J. Erdmann et Paula M. Block, Star Trek : Deep Space Nine Companion, New York, Pocket Books, 2000, 725 p. (ISBN 978-0-671-50106-8, lire en ligne)
- Edward Gross et Mark A. Altman, Captain's Logs : The Complete Trek Voyages, Londres, Boxtree, 1993 (ISBN 978-1-85283-899-7)
- Jane Killick, Babylon 5 : Signs and Portents, New York, Ballantine Pub. Group, 1998, 176 p. (ISBN 978-0-345-42447-1)
- Jane Killick, Babylon 5 : The Coming of Shadows, New York, Ballantine Pub. Group, 1998, 178 p. (ISBN 978-0-345-42448-8)
- John Kenneth Muir, An Analytical Guide to Television's Battlestar Galactica, Jefferson, N.C, McFarland, 1999, 244 p. (ISBN 978-0-7864-2455-9, lire en ligne)
- Larry Nemecek, Star Trek : The Next Generation Companion, New York, Pocket Books, 2003, 3rd éd., 384 p. (ISBN 0-7434-5798-6)
- Leonard Nimoy, I Am Spock, New York, Hyperion, 1995, 352 p. (ISBN 978-0-7868-6182-8)
- Judith Reeves-Stevens et Garfield Reeves-Stevens, Star Trek : The Next Generation : The Continuing Mission, New York, Pocket Books, 1998, 2nd éd., 300 p. (ISBN 978-0-671-02559-5)
- Gene Roddenberry, Star Trek, Los Angeles, Desilu Studios, 1964, PDF (lire en ligne)
- Herbert F. Solow et Robert H. Justman, Inside Star Trek : The Real Story, New York, Pocket Books, 1996, 458 p. (ISBN 978-0-671-89628-7)
- Tom Stempel, Storytellers to the Nation : A History of American Television Writing, New York, Continuum, 1992, 307 p. (ISBN 978-0-8264-0562-3)